# Vassili Makarov
Pour les articles homonymes, voir Makarov.
Vassili Pavlovich Makarov (en russe : Василий Павлович Макаров) est un biathlète soviétique.

## Biographie
Aux Championnats du monde 1965, sa seule participation à une compétition majeure internationale, il est quinzième de l'individuel, contribuant au gain de la médaille d'argent pour l'Union soviétique à la compétition par équipes avec Nikolay Puzanov et Vladimir Melanin.

## Palmarès

### Championnats du monde
- Championnats du monde 1965 à Elverum (Norvège) :
  -  Médaille d'argent à la compétition par équipes.